# زنده‌باد امپراتور (نقاشی)
نقاشی تاریخی زنده باد اپراتور! (به فرانسوی: !Vive L'Empereur) با توجه به حوادث گذشته و سوابق سواره نظام چهارم سبک سلاح فرانسه در طول نبرد فریدلند توسط ادوارد دوتای در سال ۱۸۹۱ به صورت گذشته نگر خلق شد.
این نبرد خود در ۱۴ ژوئن ۱۸۰۷، حدود ۴۱ سال قبل از تولد وی رخ داده بود.

## تاریخچه
این نقاشی توسط گالری هنر نیو ساوت ولز در سال ۱۸۹۳ خریداری شده‌است و هنوز در همان‌جا باقی مانده‌است در سال ۱۹۵۹، نقاشی به شدت از آب آسیب دید اما در سال ۲۰۰۰ بازسازی شد.

## موزه
در ژوئن ۲۰۱۴، گالری خرید پرتره از ادوارد دوتای توسط باسیل لمونیه (۱۸۵۲–۱۹۲۲) که نشان می‌دهد این هنرمند در استودیوی خود مشغول کار است، بالای یک نردبان چوبی با سیگار روشن در دهان، زنده باد امپراتور! را نقاشی می‌کند این پرتره در سالن پاریس در سال ۱۸۹۱ به نمایش گذاشته شد.